# Nippon (Zeitschrift)

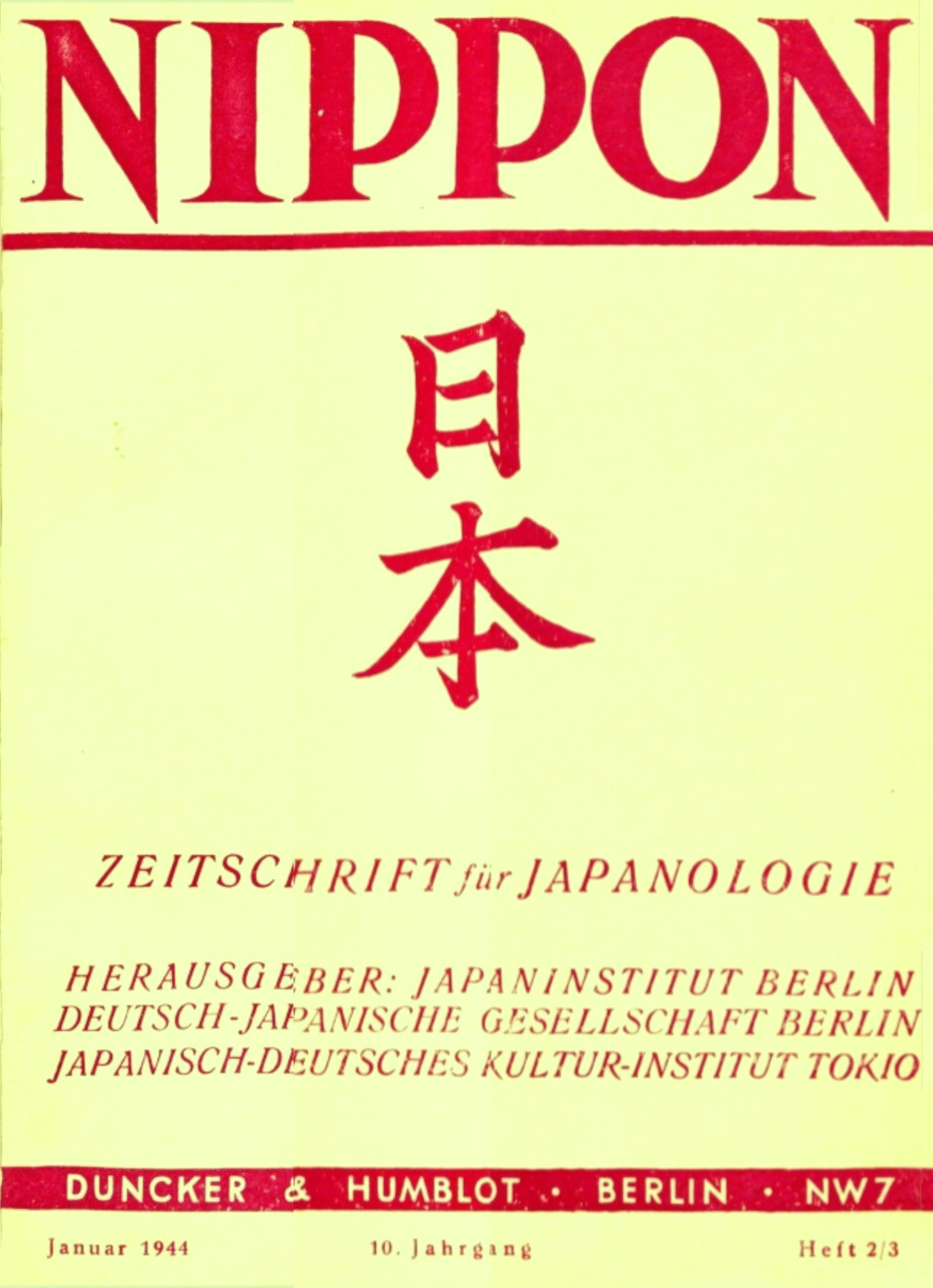
Titelblatt

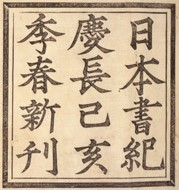
Titelvorlage, 1599

Die Zeitschrift Nippon mit dem Untertitel Zeitschrift für Japanologie erschien als deutschsprachige Publikation von 1935 bis 1944. Sie wurde vom Japaninstitut in Berlin in Verbindung mit dem Japanisch-Deutschen Kulturinstitut Tokyo und ab 1942 auch mit der Deutsch-Japanischen Gesellschaft Berlin herausgegeben.

## Übersicht
Die vom 1923 gegründeten Japan-Institut herausgegebene Zeitschrift erschien viermal im Jahr mit einem Umfang von etwa 40 Seiten.
Der Präsident des Japaninstituts in Berlin und Ehrenbeirat des Japanisch-Deutschen Kultur-Instituts in Tōkyō, Wilhelm Solf, beschließt sein Geleitwort mit den Sätzen:
„Der Wunsch, aus vergleichender Kulturbetrachtung für die Gestaltung der eigenen Ideale Anregungen zu schöpfen, ist besonders rege in einer Zeit, die unter dem Zeichen einer sich wandelnden Weltanschauung steht! In diesem Sinne ist das starke und im Wachsen begriffene Interesse für Japan keineswegs eine vorübergehende Mode-Erscheinung, sondern ist als ein höchst verheißungsvoller und erfreulicher Kultur-Agens zu bewerten.“
Herausgeber war Martin Ramming, der ab 1934 bereits das Institut leitete. Zum Titelblatt heißt es: „Die beiden Zeichen Nippon und Nihon auf dem Umschlag dieses Heftes sind dem Titelblatt der im Jahre 1599 auf kaiserlichen Befehl gedruckten berühmten Keichô-Ausgabe des Nihon Shoki, der ersten offiziellen Reichschronik Japans, entnommen.“
Die Zeitschrift publizierte Beiträge zur japanischen Kultur und Übersetzungen aus der japanischen Literatur. Die Texte sind zunächst eher zeitlos-wissenschaftlich, ab 1939 erscheinen aber auch Beiträge, die die aktuelle politischen Lage einbeziehen. Bekannte Autoren (in Eigennennung der Verfasser) sind:
- Oskar Benl
- Hermann Bohner
- Karl Florenz,
- Wilhelm Gundert
- Horst Hammitzsch,
- Karl Haushofer
- Eugen Herrigel,
- Otto Kümmel
- Gerhard Rosenkranz,
- Friedrich Karl Georg Rumpf,
- Bruno Petzold,
- Clemens Scharschmidt,
- Martin Schwind,
- Eduard Spranger,
- Friedrich Max Trautz,
- Herbert Zachert,

die Japaner
- Chûta Itô,
- Kuroda Genji,
- Tomoeda Takahiko,
- Tsuzumi Tsuneyoshi.

Die letzte Ausgabe der Zeitschrift erschien als April/Juli-Heft 1944.